# Baie-de-Henne
Baie-de-Henne (em crioulo haitiano:  Be de Hèn), é uma comuna do Haiti, situada no departamento de Noroeste e no arrondissement de Môle Saint-Nicolas. De acordo com o censo de 2003, sua população total é de 17277 habitantes.